# Alexander Classen

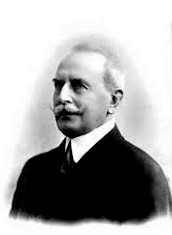
Alexander Classen

Alexander Martin Hubert Classen (* 13. April 1843 in Aachen; † 28. Januar 1934 ebenda) war ein Chemiker und der Begründer der analytischen Elektrolyse.

## Leben
Classen studierte ab 1861 in Gießen und Berlin und war dann Assistent in Rostock. 1864 promovierte er in Berlin und war ab dem folgenden Jahr dort Assistent. Zwei Jahre später betrieb er sein eigenes Laboratorium. 1870 wurde er Dozent und 1878 Professor für analytische Chemie an der Technischen Hochschule Aachen. 1878 ernannte ihn der Akademische Verein der Chemiker und Hüttenleute an der Polytechnischen Schule Aachen, das spätere Corps Montania Aachen, zum Ehrenmitglied. 1882 wurde er Nachfolger Hans Heinrich Landolts als ordentlicher Professor für anorganische und analytische Chemie und 1894 Direktor des Elektrochemischen Instituts. 1914 wurde er emeritiert.
Classen arbeitete an der elektrolytischen Gravimetrie von Metallen und entwickelte 1897 eine Schnellmethode mit rotierender Anode. Er gewann auch Zucker und Alkohol aus Zellulose. Er war Angehöriger des Corps Teutonia Gießen.

## Auszeichnungen
„In dankbarer Anerkennung der hervorragenden Verdienste, die er sich als Lehrer und Professor an der Aachener Hochschule seit ihrem Bestehen erworben hat“ wurde Alexander Classen am 13. April 1933 aus Anlass seines 90. Geburtstags zum Ehrensenator der RWTH Aachen ernannt sowie bereits im Jahr 1923 zum Ehrendoktor. Darüber hinaus wurde 1933 in Aachen eine Straße nach ihm benannt. Im gleichen Jahr erhielt er die Goethe-Medaille für Kunst und Wissenschaft. Die Fakultät errichtete eine Alexander-Classen-Stiftung zur Auszeichnung hervorragender Verdienste auf dem Gebiet der Experimentalchemie.

## Veröffentlichungen
- Handbuch der analytischen Chemie
- mit Henry Enfield Roscoe: Lehrbuches der anorganischen Chemie.
- Ausgewählte Methoden der analytischen Chemie
- Handbuch der qualitativen chemischen Analyse anorganischer u. organischer Verbindungen. Enke, Stuttgart 5. verm. u. verb. Aufl. 1896 urn:nbn:de:hbz:061:2-13631
- weitere Publikationen im Library of Congress: Titles List (Library of Congress Online Catalog)